# スタンレー・カップ・ファイナル
スタンレー・カップ・ファイナル（英語: Stanley Cup Final, フランス語: Finale de la Coupe Stanley）とはナショナルホッケーリーグ（NHL）でそのシーズンのイースタン・カンファレンスとウェスタン・カンファレンスの王者が対決してチャンピオンを決定するシリーズの事。プレーオフの締めくくりであり、シーズン最後のイベントでもある。通常は毎年5月下旬から6月中旬に行われる。優勝チームにはスタンレー・カップが授与される。

## 試合フォーマット
NHL発足以前は5回戦制ないし3回戦制で行われていた。1938-39シーズンから現行の7回戦制となっている。
プレーオフの各シリーズと同様7試合制で、どちらかのチームが先に4勝した時点で終了する。レギュラーシーズンを通して勝点の多いチームがホームコートアドバンテージを持ち、相手チームよりも1試合多い最大4試合をホームでプレイすることができる。現在は2-2-1-1-1フォーマットで行う。